# Kecamatan Tompobulu, Gowa
Kecamatan Tompobulu är ett distrikt i Indonesien.   Det ligger i provinsen Sulawesi Selatan, i den centrala delen av landet, 1 400 km öster om huvudstaden Jakarta.